# Буснови (Брестовац)
Буснови су насељено место у општини Брестовац, у западној Славонији, Република Хрватска.

## Историја
До нове територијалне организације налазило се у саставу бивше велике општине Славонска Пожега.

## Становништво
Насеље је према попису становништва из 2011. године имало 104 становника.
| Националност       | 1991.       |
| Хрвати             | 88 (77,87%) |
| Срби               | 15 (13,27%) |
| Југословени        | 7 (6,19%)   |
| остали и непознато | 3 (2,65%)   |
| Укупно             | 113         |